# Hadennia jutalis
Hadennia jutalis là một loài bướm đêm trong họ Noctuidae.